# Julia Hartingová
Julia Hartingová, roz. Fischerová (* 1. dubna 1990 Berlín), je německá atletka, jejíž specializací je hod diskem.

## Kariéra
V roce 2011 se stala v Ostravě mistryní Evropy do 23 let. K titulu by ji stačil každý z jejich šesti finálových hodů (56,31 m, 56,45 m, 57,97 m, 57,90 m, 56,98 m), když stříbro získala Nastassia Kaštanavová z Běloruska za 56,25 m. Nejdelší hod však předvedla v poslední, šesté sérii, kdy disk poslala do vzdálenosti 59,60 metru. Na Městském stadionu v Ostravě uspěla již v roce 2007, kdy zde vybojovala zlatou medaili v rámci mistrovství světa do 17 let. O rok později získala stříbrnou medaili na MS juniorů v Bydhošti a stříbro brala rovněž na juniorském mistrovství Evropy v Novém Sadu v roce 2009.

## Osobní život
S výškou 1,92 m má Julia Hartingová ideální předpoklady pro hod diskem.
Je policistkou federální policie.
Od 16. září 2016 je vdaná za diskaře Roberta Hartinga. V květnu 2019 porodila dvojčata.